# Готланд (лен)
Готланд (на шведски: Gotlands län) е лен в южна Швеция. Представлява голям остров в Балтийско море, като това е и най-големия шведски остров. Не се подразделя на отделни общини с изключение на едноименната община Готланд. Разликите между областта и общината са единствено на административно ниво, като областният и общинският управители притежават различни задължения и правомощия. Като цяло е областта с най-малобройно население в Швеция — около 58 000 души.

## История
Границите на лена, съвпадат с тези на едноименната провинция Готланд. В днешно време, провинциите не представляват административни деления, а са по-скоро исторически понятия, които все още продължават да бъдат използвани. Историческото и културно наследство се е запазило, но е част от новото разделяне на административни единици — области и общини. За повече информация за историческата провинция и острова като цяло, вж Готланд.

## Общини в лен Готланд
Лен Готланд притежава една-единствена община: Готланд (Gotlands kommun), чието население към 31 декември 2013 е 57 161 души .